# 2004年ウクライナ大統領選挙
2004年ウクライナ大統領選挙（2004ねんウクライナだいとうりょうせんきょ、ウクライナ語: Вибори Президента України 2004）は、2004年にウクライナで投開票が行われた大統領を選出する選挙である。
レオニード・クチマ大統領の任期満了に伴い行われた。
当初、決選投票により与党ヴィクトル・ヤヌコーヴィチ首相が当選とされた。しかし、野党「我らのウクライナ」の指導者ヴィクトル・ユシチェンコ元首相の陣営はこれに反発、与党陣営が不正を行ったとして勝利宣言。以後、野党支持者によるデモや政府施設への包囲が続き、同国内は混乱状態に陥った（オレンジ革命）。親欧米感情が強い西部（首都キエフ、旧ポーランド領リヴィウ等）が野党支持で、親露感情の強い東部が与党支持。一時は分裂の危機さえあった。
同年12月26日に実施された再決選投票でユシチェンコ元首相の当選が確実になる。翌2005年1月23日にユシチェンコ元首相は最高会議で宣誓し、大統領に正式に就任した。

## 概要
クチマ大統領の任期満了に伴うウクライナ大統領選挙の決選投票は2004年11月21日、全土で行われた。与党の推す親露派のヤヌコーヴィチ首相と親欧米派の野党指導者・ユシチェンコ元首相の一騎討ちという形になった。歴史的にオーストリア・ポーランド・ルーマニアと密接な関係にあり、西欧への帰属意識が強い首都キエフを含む中部ウクライナや、ハルィチナーを含む西部はユシチェンコ元首相を支持し、ロシア系住民の多い東部・南部はヤヌコーヴィチ首相支持で結集しており、支持基盤は国内を二分していると言われる。そのため、この選挙は「東か西か（ロシアか欧・米か）」の選択を問う形になるといわれており、欧州連合（EU）とロシアの狭間で揺れ動くウクライナの進路を左右する、とも評される。2004年10月31日の第1回投票ではユシチェンコが首位に立つが、僅か15万票差であった。
ユシチェンコは11月22日夜、決選投票において全国で1万1000件の不正が行われ、第一回投票の5倍に膨らんだと、政権側の選挙違反を糾弾した。23日には「ウクライナは内戦に直面している」と発言。女性野党指導者のユーリヤ・ティモシェンコも「23日の緊急議会で民衆の声が無視されれば、道路や空港を封鎖し、大統領府に押しかける」と実力行使に訴える姿勢を強調していた。23日までに、キエフ・リヴィウ・イヴァーノ＝フランキーウシクなど西部6市がユシチェンコを大統領と宣言するなど選挙結果を拒否する決議を採択し、政権側と対決。
これに対して、ウクライナ内務省などは22日夜、「不法行為を早急に終わらせる用意がある」と警告したが、キエフ警察当局は23日、野党支持者のデモへの介入を拒否した。
選挙監視団を送り込んでいる欧州連合は選挙のやり直しを求め、アメリカのエレリ国務省副報道官も「深刻な欠陥がある」とし、大規模な不正が確認されれば、制裁措置を含む対策を検討すると示唆。しかしロシアのプーチン大統領は22日ヤヌコーヴィチ首相に電話で選挙の勝利を祝福。
ヤヌコーヴィチ首相が当選確実となったことに反発するユシチェンコ元首相はキエフの最高会議議事堂で一方的に大統領就任を宣誓。24日には臨時政府となる護憲調整会議を発足させると発表した。支持者らが議会に乱入し、建物を実力占拠して政権側に選挙結果の見直しを迫る構えを見せている。与党を支持するロシアに対し、欧米は大規模な不正があったとしている。プーチン政権は世論操作・資金提供など、あらゆる手を尽くしてヤヌコーヴィチ首相を応援しているとされる。アメリカのパウエル国務長官は24日の記者会見で「選挙が国際基準を満たしていないため、選挙結果は正当とはいえない」とし、経済制裁も辞さない構えをみせていた。
12月26日に実施された再決選投票でユシチェンコ元首相の当選が確実になった。ヤヌコーヴィチ陣営はユシチェンコ陣営に不正があったとして最高裁に提訴したが再び野党による政府施設の封鎖が起こり、30日には提訴が却下された。翌2005年1月23日にユシチェンコ元首相は正式に大統領に就任し、この争いは一応の決着を見せた。